# Sophie La Roche
Sophie La Roche (Sophie von La Roche) (1730-1807) fue una escritora alemana. Era abuela de Clemens Brentano y Bettina von Arnim y amante de Christoph Martin Wieland.

## Obra

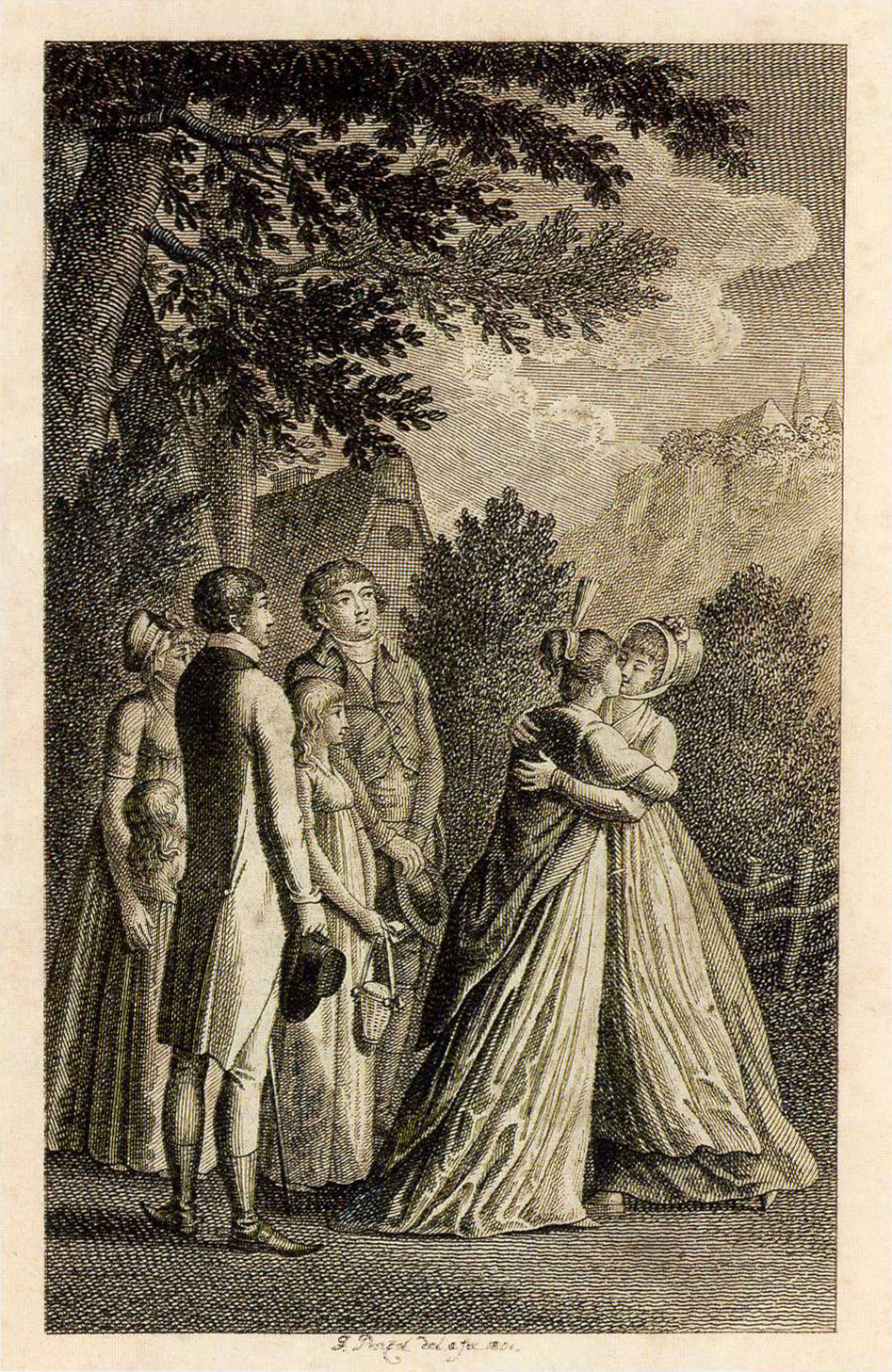
Frontispiz zu Fanny und Julia

- Geschichte des Fräuleins von Sternheim. Von einer Freundin derselben aus Original-Papieren und andern zuverläßigen Quellen gezogen. Hrsg. v. Christoph Martin Wieland. 2 Bände. Weidmanns Erben und Reich, Leipzig 1771
- Der Eigensinn der Liebe und Freundschaft, eine Englische Erzählung, nebst einer kleinen deutschen Liebesgeschichte, aus dem Französischen. Orell, Geßner, Füßli, Zürich 1772
- Rosaliens Briefe an ihre Freundin Mariane von St**. 3 Bände. Richter, Altenburg 1780–1781
- Pomona für Teutschlands Töchter. Enderes, Speyer 1783–1784
- Briefe an Lina, ein Buch für junge Frauenzimmer, die ihr Herz und ihren Verstand bilden wollen. Band 1. Lina als Mädchen. Weiß und Brede, Mannheim 1785; Gräff, Leipzig 1788
- Neuere moralische Erzählungen. Richter, Altenburg 1786
- Tagebuch einer Reise durch die Schweiz Richter, Altenburg 1787
- Journal einer Reise durch Frankreich. Richter, Altenburg 1787
- Tagebuch einer Reise durch Holland und England. Weiß und Brede, Offenbach 1788
- Geschichte von Miß Lony und Der schöne Bund. C. W. Ettinger, Gotha 1789
- Briefe über Mannheim. Orell, Geßner, Füßli, Zürich 1791
- Lebensbeschreibung von Friderika Baldinger, von ihr selbst verfaßt. Hrsg. und mit einer Vorrede begleitet von Sophie Wittwe von La Roche. Carl Ludwig Brede, Offenbach 1791
- Rosalie und Cleberg auf dem Lande. Weiß und Brede, Offenbach 1791
- Erinnerungen aus meiner dritten Schweizerreise. Weiß und Brede, Offenbach 1793
- Briefe an Lina als Mutter. 2 Bände. Gräff, Leipzig 1795–1797
- Schönes Bild der Resignation, eine Erzählung. Gräff, Leipzig 1796
- Erscheinungen am See Oneida, mit Kupfern. 3 Bände. Gräff, Leipzig 1798
- Mein Schreibetisch. 2 Bände. Gräff, Leipzig 1799
- Reise vom Offenbach nach Weimar und Schönebeck im Jahr 1799. Gräff, Leipzig 1800 (auch als Schattenrisse abgeschiedener Stunden in Offenbach, Weimar und Schönebeck in Jahre 1799)
- Fanny und Julia, oder die Freundinnen. Gräff, Leipzig 1801
- Liebe-Hütten. 2 Bände. Gräff, Leipzig 1804
- Herbsttage. Gräff, Leipzig 1805
- Melusinens Sommerabende. Hrsg. von Christoph Martin Wieland. Societäts-Buch- und Kunsthandlung, Halle 1806 (Digitalisat)

- Datos: Q62404
- Multimedia: Sophie von La Roche / Q62404